# Hannah Montana (seria 3)
Trzecia seria serialu telewizyjnego Hannah Montana została wyemitowana na Disney Channel Polska od 14 marca 2009 do 24 lipca 2010, zawiera ona 31 odcinków. Występuje tutaj sześć głównych postaci: Miley Stewart (Miley Cyrus), Lilly Truscott (Emily Osment), Oliver Oken (Mitchel Musso), Jackson Stewart (Jason Earles), Robby Ray Stewart (Billy Ray Cyrus) oraz Rico Suave (Moisés Arias).

## Emisja
Trzecia seria zadebiutowała 2 listopada 2008 na Disney Channel (USA) odcinkiem „He Ain't a Hottie, He's My Brother”, a w Polsce 14 marca 2009 tym samym odcinkiem. W USA ostatni odcinek serii, „Miley Says Goodbye?”, wyemitowano 14 marca 2010, a w Polsce został on wyemitowany 24 lipca tego samego roku.

## DVD
Kompletna seria trzecia na DVD została wydana 2 lipca 2010 roku. Zawiera ona wszystkie odcinki serii trzeciej z wyjątkiem „Uptight (Oliver's Alright)”.

## Główna obsada
| Bohater           | Aktor           | Polski dubbing            |
| ----------------- | --------------- | ------------------------- |
| Miley Stewart     | Miley Cyrus     | Julia Hertmanowska        |
| Lilly Truscott    | Emily Osment    | Julia Kołakowska          |
| Oliver Oken       | Mitchel Musso   | Mateusz Narloch           |
| Jackson Stewart   | Jason Earles    | Marcin Hycnar             |
| Robby Ray Stewart | Billy Ray Cyrus | Krzysztof Banaszyk        |
| Rico Suave        | Moisés Arias    | Wit Apostolakis-Gluziński |

## Lista odcinków
| 56 | He Ain't a Hottie, He's My Brother          | Rich Correll          | Steven James Meyer                     | 2 listopada 2008                            | 14 marca 2009        | 5.53                       |
| Miley śni się, że Lilly i Jackson są parą. Mówi o śnie przyjaciółce, a ta zdradza jej, że jest zauroczona w Jacksonie. Miley chce dowiedzieć się, co o Lilly myśli jej brat, a ten również uważa, że Lilly jest w jego typie. Dziewczyna jednak kłamie Lilly i mówi, że dziewczyna nie podoba się Jacksonowi. W czasie wywiadu Hanny prawda wychodzi na jaw. Nieobecny: Moisés Arias jako Rico Suave. Role gościnne: Terry Rhoads jako Mack, Leigh-Allyn Baker jako Mickey. Piosenki: „Let's Get Crazy”, „Nobody's Perfect”, „True Friend”, „We Got the Party”, „Supergirl”. |                                             |                       |                                        |                                             |                      |                            |
| 57 | Ready, Set, Don't Drive                     | Rich Correll          | Jay J. Demopoulos                      | 9 listopada 2008                            | 21 marca 2009        | 4.94                       |
| Miley próbuje zdać prawo jazdy, jednak się jej nie udaje. Postanawia podejść do testu drugi raz, ale jako Hannah i udaje jej się zdać. Jadąc na imprezę z prawem jazdy Hanny, dziewczyna zostaje zatrzymana przez policję. Musi wytłumaczyć policjantom, kim jest naprawdę. Role gościnne: Shanica Knowles jako Amber Addison, Anna Maria Perez de Taglé jako Ashley Dewitt, Wayne Wilderson jako oficer Diaria, Sydney Park jako Kelsey, Ernie Grunwald jako Ed, Nicole Randall Johnson jako Lorraine. Piosenki: „Rock Star”, „The Best of Both Worlds”. |                                             |                       |                                        |                                             |                      |                            |
| 58 | Don't Go Breaking My Tooth                  | Rich Correll          | Michael Poryes                         | 16 listopada 2008                           | 28 marca 2009        | 4.61                       |
| Kawałek jedzenia został Miley w zębie. Dziewczyna próbuje wyciągnąć go widelcem, jednak łamie ząb. Postanawia iść do dentysty pierwszy raz bez taty, jednak kiedy pojawia się w gabinecie, stwierdza, że za bardzo się boi. Dzień później pojawia się jako Hannah w popularnym programie o gotowaniu, gdzie ma próbować różnych potraw. Tymczasem Oliver stara się być wegetarianinem, aby zaimponować Joannie. Role gościnne: Shelley Berman jako dentysta Froman, Michael McDonald jako szef Duncan Keats, Hayley Chase jako Joannie, Angela Malhotra jako dentystka. |                                             |                       |                                        |                                             |                      |                            |
| 59 | You Never Give Me My Money                  | Roger S. Christiansen | Andrew Green                           | 23 listopada 2008                           | 6 kwietnia 2009      | 4.64                       |
| Miley otrzymuje od taty kieszonkowe w wysokości pięciu tysięcy dolarów, a ponieważ dostała ona już raz nauczkę wydając zbyt dużo pieniędzy, postanawia zaoszczędzić. Tymczasem Jackson gubi swój telefon. Uważa, że przez to Robby nie puści go na imprezę, gdyż nie ma do niego zaufania. Role gościnne: Rizwan Manji jako Ajay, Claudia Choi jako mama, Haley Tju jako dziewczynka. Piosenka: „Supergirl”. |                                             |                       |                                        |                                             |                      |                            |
| 60 | Killing Me Softly with His Height           | Rich Correll          | Steven Peterman                        | 14 grudnia 2008                             | 18 kwietnia 2009     | 3.81                       |
| Podczas świątecznych zakupów Miley spotyka Connora, miłego i przystojnego chłopaka, który okazuje się niższy od niej. Zgadza się na randkę z nim, nie wiedząc o jego wzroście. Tymczasem Jackson i Robby próbują zdobyć od swojego sąsiada, Dontziga, list polecający do college'u. Nieobecny: Moisés Arias jako Rico Suave. Role gościnne: Lisa Rinna jako Francesca, Ryan Pinkston jako Connor, Peter Allen Vogt jako Dontzig, Paul Vogt jako Donna. Piosenki: „If We Were a Movie”, „Let's Get Crazy”. |                                             |                       |                                        |                                             |                      |                            |
| 61 | Would I Lie to You, Lilly?                  | Shelley Jensen        | Michael Poryes                         | 11 stycznia 2009                            | 2 maja 2009          | 3.69                       |
| Lilly przeprowadza podwórkową wyprzedaż, aby zdobyć pieniądze na wycieczkę klasową do Waszyngtonu. Niestety dziewczyna nie zarabia zbyt wiele, więc Miley, przebrana za Hannę, podpisuje własnoręcznie rzeczy z wyprzedaży. Tymczasem Rico zatrudnia do pracy Sarę, napastliwą działaczkę na rzecz ochrony środowiska, ale nie jest szczęśliwy, kiedy ona wprowadza w życie przyjazne dla środowiska miary. Nieobecny: Billy Ray Cyrus jako Robby Ray Stewart. Role gościnne: Ed Begley, Jr. jako ojciec Sary, Greg Baker jako pan Corelli, Morgan York jako Sarah. |                                             |                       |                                        |                                             |                      |                            |
| 62 | You Gotta Lose That Job                     | Steve Zuckerman       | Heather Wordham                        | 16 lutego 2009                              | 25 kwietnia 2009     | 4.41                       |
| Hannah zamierza zepsuć filmową audycję z reżyserem Robem Reinerem, by Oliver poczuł się lepiej, gdyż nie dostał się do zespołu. Tymczasem Jackson używa Rico jako lalki brzuchomówcy po tym, jak zniszczył jego prawdziwą lalkę. Role gościnne: Rob Reiner jako on sam, Fred Stoller jako Howard Goldwasser, Jack Merrill jako pan Meadows, Lucky Davis jako Douggie. Piosenka: „Let's Make This Last Forever”. |                                             |                       |                                        |                                             |                      |                            |
| 63 | Welcome to the Bungle                       | Shelley Jensen        | Steven Peterman                        | 1 marca 2009                                | 9 maja 2009          | 4.10                       |
| Hannah Montana podczas trwania programu telewizyjnego oświadcza, że nie lubi marchewek. Przez jej wypowiedź dzieci na całym świecie przestają jeść marchewki. Gdy próbuje wyjaśnić nieporozumienie, znów gubi się w słowach i mówi, że zamiast książek woli filmy. Tym razem Miley musi mieć lepszy pomysł na wytłumaczenie dzieciom, że warto być sobą. Role gościnne: Terry Rhoads jako Mack, Leigh-Allyn Baker jako Mickey, Lisa Arch jako Liza, China Anne McClain jako Isabel, Roxanne Beckford jako Clementine, Sierra McCormick jako Gillian, Alana Gordillo jako Maggy. Piosenka: „Supergirl”. |                                             |                       |                                        |                                             |                      |                            |
| 64 | Papa's Got a Brand New Friend               | Shelley Jensen        | Maria Brown-Gallenberg                 | 8 marca 2009                                | 12 września 2009     | 4.24                       |
| Przez Hannę podczas próby przez okno wypada jej choreografka. Dziewczyna musi jak najszybciej znaleźć nową osobę na to stanowisko. Odpowiedni okazuje się choreograf znanych gwiazd, Shawn Nahnah. Podczas castingu jest bardzo miły, jednak na próbach okazuje się być bardzo surowy i wymagający. Miley próbuje się go pozbyć. Nieobecny: Moisés Arias jako Rico. Role gościnne: Carrie Ann Inaba jako Tina, Philip Anthony-Rodriguez jako Shawn Nahnah, Hayley Chase jako Joannie. Piosenki: „Let's Do This”, „Supergirl”. |                                             |                       |                                        |                                             |                      |                            |
| 65 | Cheat It                                    | Shannon Flynn         | Jay J. Demopoulos Steven James Meyer   | 15 marca 2009                               | 20 czerwca 2009      | 4.42                       |
| Miley nie podoba się to, że Jackson chce ściągać na teście z historii. Chłopak mówi, że może oszukiwać, skoro Hannah przed całym światem udaje, że jest w związku pełnym miłości. Hannah rozumie swój błąd i w programie telewizyjnym wyjawia całą prawdę. Gdy Jackson nawet po tym wydarzeniu nie zmienia postanowienia o ściąganiu, Miley postanawia podstępem wymusić na nim, aby nie korzystał ze ściągi. Nieobecny: Mitchel Musso jako Oliver Oken. Role gościnne: Nancy O'Dell jako ona sama, Mark Hapka jako Austin Rain, Mateo Arias jako przyjaciel Rico. Piosenki: „Us Isn't Us Without You”, „Supergirl”. |                                             |                       |                                        |                                             |                      |                            |
| 66 | Knock Knock Knockin' on Jackson's Head      | Rich Correll          | Andrew Green                           | 22 marca 2009                               | 20 czerwca 2009      | 4.53                       |
| Podczas kłótni między Miley a Jacksonem dochodzi do małego wypadku, skutkiem czego Jackson traci pamięć. Miley postanawia "wytresować" go na własne potrzeby, więc Jackson staje się pomocny w każdej okazji, a z czasem nadopiekuńczy, co przestaje podobać się Miley. Tymczasem Lilly wdaje się w fałszywy związek z Rico. Nieobecny: Mitchel Musso jako Oliver Oken. Rola gościnna: Michelle DeFraites jako Barbie. Piosenka: „Ice Cream Freeze (Let's Chill)”. |                                             |                       |                                        |                                             |                      |                            |
| 67 | You Give Lunch a Bad Name                   | Rich Correll          | Heather Wordham                        | 29 marca 2009                               | 26 września 2009     | 3.59                       |
| Gdy tata Miley i Jacksona wyjeżdża, dzieci chcą się rozerwać, jednak ich plany niszczy przyjazd babci. Nadopiekuńcza kobieta przynosi rodzeństwu śniadanie do szkoły i daje dziecinne plecaki. Gdy szkolna kucharka musi odejść w związku z problemami zdrowotnymi, do pracy dostaje się babcia Stewart. Ponieważ jest za bardzo natarczywa, Miley i Jackson chcą się jej pozbyć. Nieobecny: Billy Ray Cyrus jako Robby Ray Stewart. Role gościnne: Vicki Lawrence jako Ruthie Ray Stewart, Steve Vinovich jako dyrektor Weebie. |                                             |                       |                                        |                                             |                      |                            |
| 68 | What I Don't Like About You                 | Rich Correll          | Douglas Lieblein                       | 19 kwietnia 2009                            | 14 listopada 2009    | 4.81                       |
| Hannah Montana kończy pracę nad filmem "Indiana Joannie". Gdy wraca do domu, podsłuchuje rozmowę Lilly i Olivera, którzy ukrywają przed nią swój związek. Miley mówi im, że wszystko wie i jest szczęśliwa z ich powodu. Wypytuje ich o szczegóły i podczas rozmowy wywiązuje się sprzeczka pomiędzy zakochanymi. Miley musi ratować ten związek. Nieobecny: Moisés Arias jako Rico Suave. Role gościnne: Cheryl Hines jako Catherine York, Teo Olivares jako Max. |                                             |                       |                                        |                                             |                      |                            |
| 69 | Promma Mia                                  | Rich Correll          | Heather Wordham                        | 3 maja 2009                                 | 10 kwietnia 2010     | 4.46                       |
| Zbliża się szkolny bal. Miley chce, aby zaprosił ją pewien chłopak, jednak on nie okazuje jej tego samego uczucia. Podczas lunchu w szkolnej stołówce, nowy uczeń próbuje zaprosić pewną dziewczynę na potańcówkę, jednak ona mu odmawia. Miley, widząc to, podchodzi do niego i doradza mu, aby się tym nie przejmował. Chłopak zaprasza więc Miley, a ona z bezradności zgadza się. Tymczasem do Hanny dzwoni David Archuleta z propozycją nagrania duetu, więc Miley musi zrezygnować z balu. Role gościnne: David Archuleta jako on sam, Susan Ruttan jako babcia, Chris Zylka jako Gabe, Nate Hartley jako Aaron. Piosenka: „I Wanna Know You”. |                                             |                       |                                        |                                             |                      |                            |
| 70 | Once, Twice, Three Times Afraidy            | Shannon Flynn         | Jay J. Demopoulos Steven James Meyer   | 17 maja 2009                                | 25 grudnia 2009      | 3.36                       |
| Miley przekonuje Lilly i Olivera, że pasuje jej bycie singlem, ale kiedy poznaje przystojnego Adama, bardzo zależy jej, żeby jej przyjaciele jak najszybciej ich poznali. W ostatniej chwili okazuje się, że Adam nie może przyjść i wysyła w zastępstwie swojego obleśnego współlokatora Ralphiego. Miley, chcąc za wszelką cenę wyglądać przed Lilly i Oliverem na szczęśliwą udaje, że to właśnie Ralphie jest jej nowym chłopakiem, ale kiedy później Ralphie nie ma zamiaru opuścić Miley, dziewczyna musi wymyślić sposób, aby się go pozbyć i jednocześnie nie odkryć przed przyjaciółmi prawdy. Tymczasem kiedy Jackson zostaje ranny u Rico, ten nagle staje się dla Jacksona bardzo miły. Chłopak nie chce uwierzyć w szczerość zachowania Rico. Nieobecny: Billy Ray Cyrus jako Robby Ray Stewart. Role gościnne: Teo Olivares jako Max, Romi Dames jako Traci Van Horn, Simon Curtis jako Tim, Phil Daddario jako Ralphie, Diego Torres jako Adam. |                                             |                       |                                        |                                             |                      |                            |
| 71 | Jake... Another Little Piece of My Heart    | Roger S. Christiansen | Douglas Lieblein                       | 7 czerwca 2009                              | 5 września 2009      | 4.18                       |
| Hannah Montana jest na koncercie w Las Vegas. Spotyka tam swoją przyjaciółkę Traci, która informuje ją, że Jake Ryan oświadczył się jej. Miley nie chce dopuścić do ślubu, więc przebiera się za kupidyna, który ma poprowadzić ceremonię. Tymczasem w domu podczas randki Jacksona, odwiedza go Rico z gromadką dzieci, którymi się opiekuje. Nieobecny: Mitchel Musso jako Oliver Oken. Role gościnne: Cody Linley jako Jake Ryan, Romi Dames jako Traci Van Horn, Katerina Graham jako Allison, Michael Cornacchia jako kupidyn, Brian Nolan jako prowadzący program, Jill Basey jako starsza kobieta, Emily Rossell jako matka, Genevieve Hannelius jako mała dziewczynka, Bailey Gossett jako Bailey, Robert Ochoa jako chłopiec, Buddy Handleson jako chłopiec. Piosenka: „Let's Do This”. |                                             |                       |                                        |                                             |                      |                            |
| 72 | Miley Hurt the Feelings of the Radio Star   | Rich Correll          | Maria Brown-Gallenberg                 | 14 czerwca 2009                             | 25 grudnia 2009      | 3.50                       |
| Oliver spełnia swoje marzenie pracowania w stacji radiowej jako stażysta, gdy jednak DJ nagle wychodzi, Oliver musi przejąć wszystkie jego dotychczasowe obowiązki. Miley i Lilly szukają kogoś, kto mógłby mu pomóc. Oliver prosi o to Miley, jednak jej trudno jest pogodzić prowadzenie radia z obowiązkami Hanny. Role gościnne: Ernie D jako Gary Green, Jeff Clarke jako pracownik radia. Piosenki: „Let's Do This”, „Supergirl”. |                                             |                       |                                        |                                             |                      |                            |
| 73/74 | He Could Be The One                         | Rich Correll          | Maria Brown-Gallenberg Heather Wordham | 5 lipca 2009                                | 3 kwietnia 2010      | 6.90                       |
| Miley ukrywa przed ojcem, że znowu spotyka się z Jakiem. Wkrótce Robby Ray zauważa, że córka coś przed nim ukrywa. Miley próbuje wyznać ojcu prawdę, lecz zła przeszłość pogromcy zombie wzbudza w nim niezadowolenie. Hannah musi zrobić coś, by ojciec zaakceptował ich związek. W tym samym czasie dziewczynie zaczyna podobać się chłopak z jej zespołu, Jesse. Dziewczyna musi posłuchać swojego serca i wybrać miłość. Role gościnne: Brooke Shields jako Susan Stewart, Cody Linley jako Jake Ryan, Drew Roy jako Jesse, Malese Jow jako Rachel. Piosenki: „He Could Be The One”, „The Best of Both Worlds”, „Let's Do This”, „Don't Wanna Be Torn”. |                                             |                       |                                        |                                             |                      |                            |
| 75 | Super(stitious) Girl                        | Rich Correll          | Michael Poryes Steven Peterman         | 17 lipca 2009                               | 24 grudnia 2009      | 9.29                       |
| Hannah podróżuje luksusowym statkiem S.S. Tipton. Gubi swój szczęśliwy naszyjnik od mamy, przez co źle wypada jej próba przed koncertem w Honolulu. Sprzątaczka znajduje go w jakiejś skarpetce i oddaje do biura rzeczy znalezionych. Jednak gdy widzi go London, przywłaszcza sobie, jako że to jest statek jej taty. Hannah prosi ją, żeby oddała jej naszyjnik, ale ta przez przypadek wrzuca go do morza. Tymczasem w domu Stewartów, Jackson i Oliver próbują otworzyć tajemniczą paczkę do Robby'ego. Do pomocy zgłasza się Rico. Role gościnne: Dylan Sprouse jako Zack Martin, Cole Sprouse jako Cody Martin, Brenda Song jako London Tipton, Debby Ryan jako Bailey Pickett, Phill Lewis jako Marion Moseby. Piosenka: „It's All Right Here”. Nota: Jest to trzecia część crossoveru Wizards on Deck with Hannah Montana. |                                             |                       |                                        |                                             |                      |                            |
| 76 | I Honestly Love You (No, Not You)           | Shannon Flynn         | Andrew Green                           | 26 lipca 2009                               | 13 marca 2010        | 4.79                       |
| Kiedy Miley leży w szpitalu po wypadku na nartach, podsłuchuje jak Oliver wyznaje jej, że ją kocha. O całym zdarzeniu opowiada Lilly. Dziewczyna jest w rozpaczy. Omawiają razem plan przypomnienia Oliverowi o uczuciu do Truscott. Nieobecny: Moisés Arias jako Rico Suave. Piosenki: „Nobody's Perfect”. |                                             |                       |                                        |                                             |                      |                            |
| 77 | For (Give) a Little Bit                     | Rich Correll          | Maria Brown-Gallenberg                 | 9 sierpnia 2009                             | 13 marca 2010        | 4.14                       |
| Podczas wywiadu przez telefon Hannah wyznaje, że ma brata, który przynosi jej wstyd. W ramach przeprosin zabiera Jacksona na imprezę do Traci. Tymczasem Rico poznaje dziewczynę, która lubi muzykę country. Robbie Ray postanawia mu pomóc, ucząc go tańca. Nieobecny: Mitchel Musso jako Oliver Oken. Role gościnne: Romi Dames jako Traci Van Horn, Diego Torres jako Adam. |                                             |                       |                                        |                                             |                      |                            |
| 78 | B-B-B-Bad to the Chrome                     | Shannon Flynn         | Jay J. Demopoulos Steven James Meyer   | 23 sierpnia 2009                            | 24 kwietnia 2010     | 4.06                       |
| Do Stewartów przyjeżdża babcia Ruthie. Robbie i jego dzieci mają jej za złe, że naraża swoje życie jeżdżąc starym autem, Lorettą. Postanawiają oddać samochód na złomowisko i kupić babci nowy samochód. Niestety Ruthie nie jest zachwycona. Miley chce odzyskać Lorettę, jednak jest już za późno – została zniszczona. Stewartowie postanawiają kupić babci kopię Loretty. W tym czasie Oliver i Lilly mają rocznicę stu dni chodzenia ze sobą. Gdy Lilly dowiaduje się, że Oliver zapomniał o rocznicy, postanawia z nim zerwać. Rico usiłuje pogodzić zakochanych, bo smutek Olivera odbiera mu klientów. Role gościnne: Vicki Lawrence jako Ruthie Ray Stewart, Troy Evans jako Jerry, Jules Williams jako Buster. |                                             |                       |                                        |                                             |                      |                            |
| 79 | Uptight (Oliver's Alright)                  | Art Manke             | Sally Lapiduss                         | 20 września 2009                            | 18 października 2010 | 5.00                       |
| Miley i Lily podejrzewają, że Oliver się zakochał. Chłopak nie chce im jednak nic powiedzieć. Dziewczyny śledzą go i okazuje się, że Oliver odwiedza szkolną pielęgniarkę. Dziewczyny idą do kobiety, żeby ją przepytać, a ona informuje je, że Oliver jest chory na cukrzycę. Miley martwi się o przyjaciela, który twardo nie ma zamiaru powiedzieć im o swojej chorobie i zabiera Olivera na przyjęcie urodzinowe do Traci. Okazuje się jednak, że Traci potraktowała dosłownie swoją "słodką szesnastkę" i na przyjęciu dominują słodycze. Hannah i Lola muszą dopilnować, żeby Oliver nie jadł słodyczy. Nieobecny: Moisés Arias jako Rico Suave. Role gościnne: Rebecca Creskoff jako pielęgniarka, Shanica Knowles jako Amber Addison, Anna Maria Perez de Taglé jako Ashley Dewitt, Romi Dames jako Traci Van Horn. |                                             |                       |                                        |                                             |                      |                            |
| 80 | Judge Me Tender                             | Bob Koherr            | Andrew Green                           | 18 października 2009                        | 5 czerwca 2010       | 5.71                       |
| Hannah Montana zostaje jurorką w programie "Amerykanie mają talent". Na casting przychodzi Oliver, jednak Miley nie jest zachwycona, ponieważ boi się, że może publicznie skrytykować przyjaciela. Występ chłopaka okazuje się idealny i porywa całą Amerykę. Niestety chłopak zaczyna zapominać o przyjaciółkach, gdy ogarnia go sława. Hannah nie może dopuścić do tego, by Oliver wygrał program. Nieobecny: Moisés Arias jako Rico Suave. Role gościnne: Charles Shaughnessy jako Byron, John Henton jako Andy, Kara Dioguardi jako ona sama. Piosenki: „Let's Do This”, „Let's Get Crazy”, „Rock Star”, „Welcome To Hollywood”. |                                             |                       |                                        |                                             |                      |                            |
| 81 | Can't Get Home to You Girl                  | Bob Koherr            | Tom Seeley                             | 8 listopada 2009                            | 5 czerwca 2010       | 4.01                       |
| Miley jest na jednym ze swoich koncertów z daleka od domu i ma wielkie trudności z powrotem. Lilly w tym samym czasie obchodzi urodziny i nie ma z kim je spędzić, gdyż Oliver jest bardzo chory. Miley każe jej iść do Jacksona. Chłopak natomiast nie może jej znieść, ponieważ przez dwie godziny rozmawiała z Oliverem przez telefon, a później przeszkadzała mu w oglądaniu filmu. Do domu Stewartów przychodzi Rico i proponuje wyjście na mecz, bo nie chce jechać z mamą. Tymczasem Miley robi wszystko, żeby zdążyć na urodziny Lilly. Nieobecny: Mitchel Musso jako Oliver Oken. Role gościnne: Mary Scheer jako Norma, Clint Clup jako Dewey, Eddie Diaz jako Nester, Dana Daurey jako Veronica. |                                             |                       |                                        |                                             |                      |                            |
| 82 | Come Fail Away[B]                           | Rich Correll          | Douglas Lieblein                       | 6 grudnia 2009                              | 10 lipca 2010        | 4.11                       |
| Hannah dostaje propozycję dubbingu w filmie animowanym. Niestety dziewczynie z trudem wychodzi rola kaczki i ostatecznie ją odrzuca. W tym czasie Jackson umawia się z dziewczyną na randkę, którą przerywa mu ojciec. Chłopak ma dość ciągłej kontroli i namawia go na pisanie SMS-ów. Robbie Ray jest tak zafascynowany pisaniem SMS-ów, że nęka nimi Jacksona na każdym kroku. Nieobecny: Mitchel Musso jako Oliver Oken. Role gościnne: P.J. Byrne jako Baz B. Berkley, Lucas Cruikshank jako Kyle McIntyre, Kelli Goss jako Chelsea, Ayesha Alexander jako Andrea, Steve Vinovich dyrektor Weebie. |                                             |                       |                                        |                                             |                      |                            |
| 83 | Got to Get Her Out of My House              | Rich Correll          | Douglas Lieblein                       | 10 stycznia 2010                            | 17 kwietnia 2010     | 3.98                       |
| Miley czuje się winna z powodu przypadkowego zwolnienia Lilly z pracy. Gdy Miley przekonuje ją do zostania ich gospodynią, jej czyszczące metody doprowadzają Stewartów do wściekłości. Miley i Jackson opracowują plan przywrócenia Lilly do starej pracy. Role gościnne: Lee Reherman jako Chel, Sterling Sulieman jako Dwight. |                                             |                       |                                        |                                             |                      |                            |
| 84 | The Wheel Near My Bed (Keeps on Turnin')[B] | Bob Koherr            | Jay J. Demopoulos Steven James Meyer   | 21 lutego 2010                              | 17 lipca 2010        | 4.49                       |
| Mama Lilly otrzymuje pracę w Atlancie i dziewczyna musi się wyprowadzić. Miley proponuje jej, aby zamieszkały razem. Okazuje się jednak, że Lilly nie jest dla niej dobrą współlokatorką. Przez całą noc rozmawia z Oliverem, podczas gdy Miley próbuje zasnąć. Gdy Miley mówi Lilly prawdę, dziewczyna przeprowadza się do małego apartamentu ojca. Rola gościnna: Jon Cryer jako ojciec Lilly. |                                             |                       |                                        |                                             |                      |                            |
| 85/86 | Miley Says Goodbye?[B]                      | Rich Correll          | Michael Poryes Steven Peterman         | 7 marca 2010 (cz. I) 14 marca 2010 (cz. II) | 24 lipca 2010        | 6.31 (cz. I) 6.92 (cz. II) |
| Miley śni się, że mieszka w Tennessee wraz z Wujkiem Erykiem i swoim koniem Blue Jeans. Okazuje się, że wszystkiemu jest winna tęsknota Miley za domem, więc zamierza wrócić do rodzinnego miasteczka. Tymczasem Jackson, któremu przeszkadza całodobowa obecność Lilly, kupuje nowe mieszkanie i wprowadza się do niego. Role gościnne: David Koechner jako wuj Eryk, Jesse John Head jako Trent Stone. Piosenki: „Every Part of Me”, „Mixed Up”. |                                             |                       |                                        |                                             |                      |                            |
| - A^ Podczas premiery na Disney Channel USA. - B^ Odcinek ten ukazał się na DVD przed emisją na Disney Channel Polska. |                                             |                       |                                        |                                             |                      |                            |